# Urbanización Carlos Delgado Chalbaud
La Urbanización Coronel Carlos Delgado Chalbaud también conocida simplemente como Veredas de Coche es uno de los sectores en los que se divide la parroquia Coche, al sureste del Municipio Libertador y al oeste del Distrito Metropolitano de Caracas, en el centro norte de Venezuela. Fue proyectada por el destacado arquitecto venezolano Carlos Raúl Villanueva.
La urbanización tiene sus orígenes en la década de 1940 cuando el banco obrero compró los terrenos y fue ejecutado en su mayoría bajo la dictadura del General y presidente Venezolano Marcos Pérez Jiménez.[cita requerida]
Debe su nombre al militar y político venezolano Carlos Delgado Chalbaud. Por su valor histórico y patrimonial está protegida por el instituto de patrimonio cultural de Venezuela.[cita requerida]